# Quid (enciclopedia)
Quid è un'enciclopedia francese, fondata nel 1963 da Dominique Frémy. È stata pubblicata annualmente tra il 1963 e il 2007, prima da Plon (1963-1974) e poi da Éditions Robert Laffont (1975-2007), ed è stata l'opera di riferimento enciclopedico più popolare in Francia.
La presentazione è molto sintetica e vengono utilizzate ampiamente abbreviazioni. Utilizza carta molto sottile per raccogliere tutte le informazioni in un unico volume. Viene pubblicata ogni anno in un volume grande quanto un grande dizionario. Il motto dell'enciclopedia è "Tout sur tout... tout de suite" (tradotto come: "Tutto su tutto... adesso"). Esempi del livello di precisione delle informazioni contenute in Quid sono: a) l'uso dei baffi tra i postini austriaci è proibito per evitare che vengano confusi con gli ufficiali militari; b) nel 1850 in Finlandia c'erano 1 400 000 abitanti, e c) in Occidente, una donna trascorre in media 100 giorni della sua vita a stirare.

## Storia
La prima edizione fu pubblicata da Plon nel primo quadrimestre del 1963 e ne vennero vendute 20 000 copie. Si trattava di un libro tascabile di 632 pagine, privo di illustrazioni. Oltre a un breve indice, il libro comprendeva un indice di 10 pagine. L'autore lo presentò come un'opera "completa, aggiornata, pratica e di facile lettura" e dichiarò che il libro sarebbe stato pubblicato ogni anno. L'edizione successiva fu pubblicata nel terzo quadrimestre del 1964: il libro era rilegato in cartone ed era un po' più grande (824 pagine). Le prime edizioni furono firmate da Michèle Frémy, moglie di Dominique Frémy . Nel corso degli anni l'enciclopedia si è ingrandita, raggiungendo le dimensioni di un grande dizionario. Ogni edizione necessita ora del contributo di circa 12 000 specialisti.
L'edizione del 2007 di Quid costava 32 euro; le sue 2 176 pagine contenevano 2 500 000 voci su 650 argomenti. Ne vennero vendute solo circa 100 000 copie, rispetto alle oltre 400 000 degli anni Novanta. Nel febbraio 2008, l'edizione del 2008 fu annullata dall'editore Robert Laffont, il quale dichiarò che le enciclopedie cartacee non potevano più competere con le informazioni gratuite disponibili su Internet. Frémy, il fondatore di Quid, disse che avrebbe trovato un altro editore e che intendeva pubblicare un'edizione nel periodo di Natale 2009.

## Edizione Internet
Per un certo periodo Quid è stato disponibile su Internet. Il sito originale www.quid.fr è stato disattivato intorno al 2010. Oltre alla versione informatica del volume cartaceo in vendita, offriva un sito web con notizie, un atlante mondiale con mappe e 6 000 voci sui 36 380 comuni francesi con dettagli sulla loro storia, geografia, attrazioni turistiche e vita economica.

## Edizioni speciali
| Titolo                                                   | Soggetto                 |
| -------------------------------------------------------- | ------------------------ |
| Grand Quid illustrato (18 volumi)                        | Illustrazioni            |
| Quid di maggio 68                                        | Maggio 1968 in Francia   |
| Quid di Proust                                           | Marcel Proust            |
| Quid di Maupassant                                       | Guy de Maupassant        |
| Quid di Alexandre Dumas                                  | Alexandre Dumas          |
| Quid della Tour Eiffel                                   | Torre Eiffel             |
| Quid des Presidents de la République                     | Presidenti della Francia |
| Quid: le multimédia (supplemento a colori con Quid 1996) | Multimedia               |
| Quid Monde: CD-Rom sur les états du monde con Quid 1997  | Elenco dei paesi         |